# 阿爾茨河

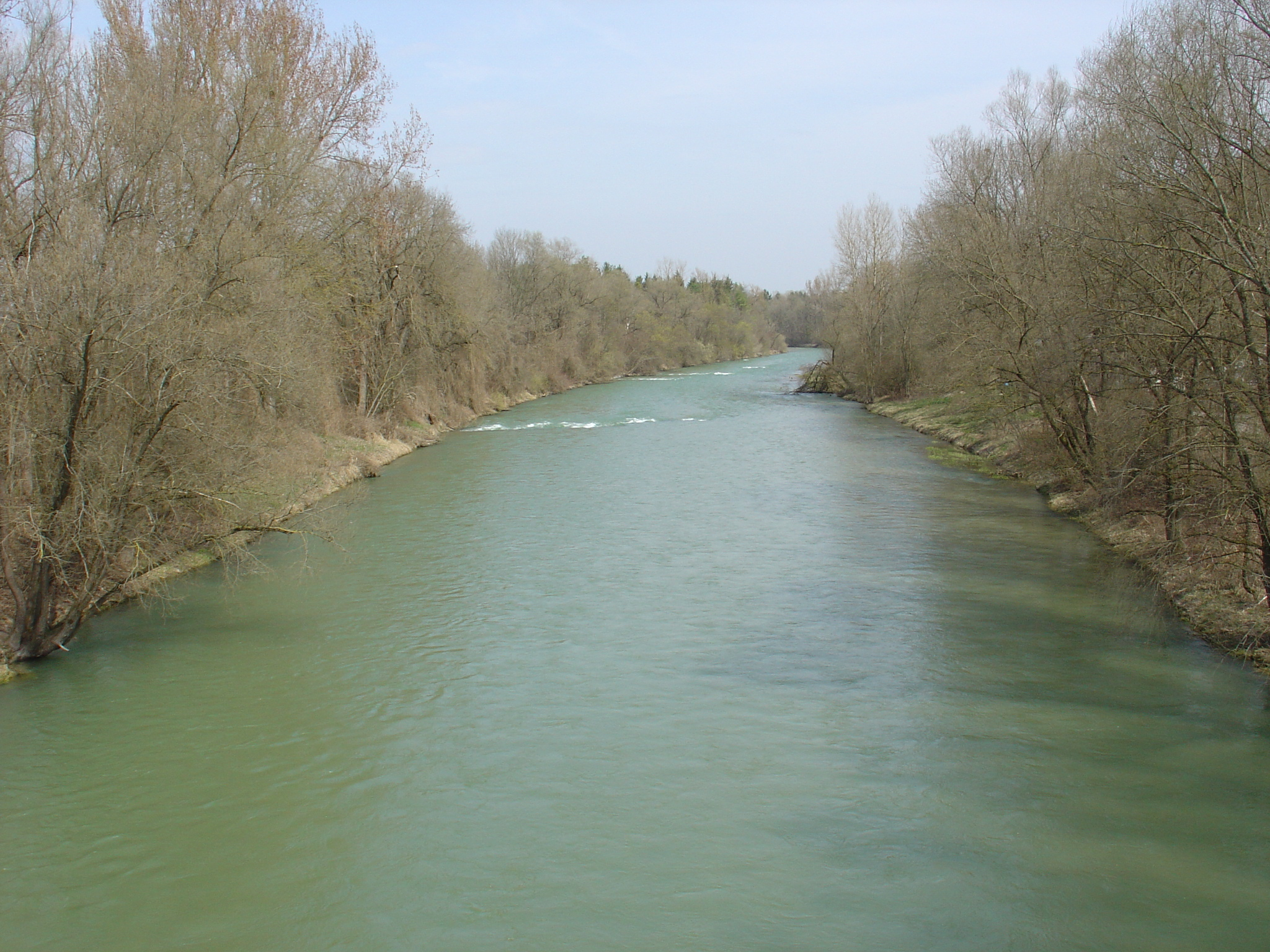

阿爾茨河（德语：Alz）是德國的河流，位於該國南部巴伐利亞，發源自基姆湖，最終注入因河，河道全長63公里，流域面積2,197平方公里，平均流量每秒75立方米。

## 外部連結
- Wasserwirtschaftsamt Traunstein, Die Alz （德文）